# César Augusto Huerta Ramírez
César Augusto Huerta Ramírez (ur. 14 listopada 1975 w Huaraz) – peruwiański duchowny katolicki, biskup Sicuani od 2024 .

## Życiorys

### Prezbiterat
Święcenia kapłańskie przyjął 17 listopada 2005 i został inkardynowany do archidiecezji Arequipa. Pracował głównie jako duszpasterz parafialny, był także m.in. wykładowcą szkół archidiecezjalnych oraz uniwersytetu katolickiego Santa Maria, dziekanem Dekanatu IX, wikariuszem biskupim ds. koordynacji duszpasterstwa w archidiecezji oraz dyrektorem szkoły dla katechistów.

### Episkopat
30 września 2024 papież Franciszek mianował go biskupem diecezji Sicuani. Sakry udzielił mu 7 grudnia 2024 w Arequipa arcybiskup Paolo Gualtieri, nuncjusz apostolski w Peru. Uroczysty ingres odbędzie się 10 grudnia 2024.  